# Carlos Edgard Herrero
Carlos Edgard Herrero (São Paulo, 2 de agosto de 1944) é um desenhista e roteirista de histórias em quadrinhos, mais conhecido pelo seu trabalho com personagens da Disney, publicados pela Editora Abril.
De ascendência luso-espanhola, estudou na Escola de Belas Artes e desenhou por volta de quatro mil páginas de quadrinhos Disney. Entre 1963 e 1965, foi um dos desenhistas de Coisas do Futebol, publicada na Folha de S.Paulo, que traziam roteiros de Luís Hamasaki, Nestor, Terra e Maurício de Sousa.
Sua primeira história Disney foi "Ao Pé da Letra", com o Pato Donald, em 1969. Também desenhou, para a Disney, Tio Patinhas, Irmãos Metralha, Zé Carioca e Peninha, entre outros. Estava na Editora Abril na sua fase áurea, quando o personagem Peninha possuía uma revista própria, com seus vários alter-egos, como Pena Kid (o primeiro de todos), Pena das Selvas, Morcego Vermelho, Pena Submarino e vários outros.
Também trabalhou com histórias de suspense, terror, ficção científica e faroeste. Trabalhou com várias editoras e ilustrou inúmeros livros, de vários gêneros.
Hoje em dia, além de continuar desenhando, em menores quantidades, possui uma agência de publicidade. Com o fim da produção nacional de quadrinhos Disney pela Editora Abril, Herrero ainda chegou a ilustrar artigos de personagens Disney para a editora, em 2013, com o retorno da produção de histórias do Zé Carioca, Herrero foi um dos desenhistas selecionado novamente pela editora, para homenagear os 40 anos do Morcego Vermelho, o personagem protagoniza duas histórias com o Zé Carioca (que por vezes assume a identidade do Morcego Verde): Duelo de Titãs, co-escrita com Arthur Faria Jr., publicada em "Zé Carioca #2385" (Agosto de 2013) e "Esse Herói É Muito Folgado!", publicada em "Zé Carioca #2389" (Outubro de 2013), essa última, com roteiro apenas de Faria Jr. e desenhos de Herrero.
Em janeiro de 2015, Herrero foi premiado na categoria Mestre do Quadrinho Nacional do 31º Prêmio Angelo Agostini. Em 2019, foi premiado na categoria Grande Mestre do 31º Troféu HQ Mix.
As histórias do Zé Carioca deixaram de ser produzidas pela Abril em 2016. Dois anos depois, e editora deixou de publicar os quadrinhos Disney, que passaram para a Culturama no início do ano seguinte, mas apenas em 2020 a nova editora retomou a produção de histórias do Zé Carioca, agora na revista Aventuras Disney, e Herrero voltou a desenhá-las.